# Hans Olav Lahlum
Hans Olav Lahmun (nacido el 12 de septiembre de 1973) Ajedrecista e historiador noruego
cand. Ph, Dr. en filología de la Universidad de Oslo, ha estado abogando por despenalizar la sanción por sonido de celular durante el juego. Redactor de Norsk Sjakkblad
y miembro del Partido de la Izquierda Socialista. Su puntuación ELO es 2220